# Frau mit Bohnenkorb im Gemüsegärtchen
Frau mit Bohnenkorb im Gemüsegärtchen ist ein nach der Datierung aus dem Jahr 1651 entstandenes Ölgemälde von Pieter de Hooch, wahrscheinlicher ist jedoch 1661 als Entstehungsjahr. Das 69,7 Zentimeter hohe und 58,7 Zentimeter breite Bild zeigt eine Dienstmagd oder Hausherrin beim Ernten im Garten. Es gehört heute zur Sammlung des Kunstmuseums in Basel.

## Bildbeschreibung
Das Gemälde Frau mit Bohnenkorb im Gemüsegärtchen zeigt eine Szene in einem sommerlichen Garten. Sie steht am rechten Bildrand auf einem mit Unkraut durchsetzten Stück Rasen. In den Händen hält sie einen Korb mit Bohnen, die sie zuvor wohl von dem hinter ihr befindlichen Busch gepflückt hat. Ihre einfache Kleidung deutet auf ihre Stellung als Dienstmagd hin, die Perlenohrgehänge, die sie trägt, könnten aber auch ihre Stellung als Hausherrin andeuten. Im Bildhintergrund steht zudem ein edel gekleideter Herr.
Auf der linken Seite befindet sich ein Haus, an dessen Backsteinwand sich wilder Wein emporrankt. Die Fassade wird von dünnen Pilastern aus Naturstein, kleinen Fenstern mit roten Läden und im Hintergrund durch eine Tür mit Vordach unterbrochen. Auf dem Fensterladen im Vordergrund ist ein Porträt eines Edelmannes angebracht, der den Orden vom Goldenen Vlies trägt. An der Hauswand befinden sich Rabatte mit Blumen und Zierpflanzen. Der Weg trennt den Garten vom Haus. Hinter dem Zaun im Bildhintergrund ist der Treppengiebel eines weiteren Hauses zu sehen. Einen Großteil des Bildes nimmt der Himmel ein, an dem nur eine Wolke zu sehen ist. 
Pieter de Hooch war besonders sorgfältig bei der Konstruktion der Perspektive. Auf ein kleines Loch rechts der Bildmitte laufen die Fluchtlinien zu. Das Bild ist präzise in der Wiedergabe der Pflanzen und Architektur, die detailliert dargestellt sind. Es wird von Rot- und Grün-Tönen dominiert, die in verschiedenen Abstufungen vorhanden sind.

## Datierung
Die Datierung auf dem Gemälde ist 1651. Diese kann jedoch später von jemand anderem angebracht worden sein. Dafür spricht, dass De Hooch um 1651 noch Wirtshausszenen mit Soldaten malte. Dazu kommt, dass Pieter de Hooch zu dieser Zeit eine noch wesentlich lockere Pinselführung hatte. Dies spricht dafür, dass die Frau mir Bohnenkorb im Gemüsegärtchen eher um 1660, also etwa zur Zeit seines Umzugs nach Amsterdam, entstand.

## Provenienz
Lange Zeit befand sich die Frau mit Bohnenkorb im Gemüsegärtchen in einer englischen Sammlung. Vor 1912 wurde das Bild verkauft und in der Folge kurz hintereinander mehrmals weiterverkauft, darunter zweimal über die Kunsthandlung Duveen in Paris. Schließlich wurde es 1958 von Max Geldner dem Kunstmuseum in Basel geschenkt.